# Arcandor
Die Arcandor AG in Liquidation  (bis 30. Juni 2007 KarstadtQuelle AG) war ein Handels- und Touristikkonzern mit Unternehmenssitz in Essen mit den drei Kerngeschäftsfeldern Einzelhandel, Versandhandel und Tourismus. Einer der institutionellen Hauptaktionäre war die Privatbank Sal. Oppenheim, die 2009 von der Deutschen Bank übernommen wurde. Gegenwärtig ist Madeleine Schickedanz Hauptaktionärin.
Im Juni 2009 beantragte die Arcandor AG beim Amtsgericht Essen die Eröffnung des Insolvenzverfahrens. Das Insolvenzverfahren wurde am 1. September 2009 eröffnet.

## Kennzahlen
Vor der Restrukturierung des Konzerns wurde im Jahr 2004 mit über 100.000 Mitarbeitern ein Umsatz von 15,3 Milliarden Euro erwirtschaftet. Die Geschäftsbereiche Warenhaus Karstadt und die Versandhandelssparte Primondo trugen jeweils rund 20 Prozent zum Konzernumsatz bei. Der Touristik-Bereich Thomas Cook erzielte zirka 60 Prozent des Konzernumsatzes.
| | 2008        | 2008                               | 2008             | 2007        | 2007                               | 2007             |
| Bereiche | Mitarbeiter | Mitarbeiter als Vollzeitäquivalent | Umsatz in Mio. € | Mitarbeiter | Mitarbeiter als Vollzeitäquivalent | Umsatz in Mio. € |
| Thomas Cook | 34.290      | 31.264                             | 11.378,5         | 32.286      | 29.070                             | 11.758,5         |
| Primondo | 19.209      | 15.606                             | 4.309,8          | 21.332      | 16.837                             | 4.037,5          |
| Karstadt | 32.352      | 23.195                             | 4.095,1          | 33.682      | 24.304                             | 4.238,2          |
| sonstige Bereiche (Dienstleistungen und Immobilien) | 422         | 378                                | 205,6            | 472         | 426                                | 262,3            |
| Summenlauf | 86.273      | 70.443                             | 19.989           | 87.772      | 70.637                             | 20.296,5         |
| Geschäftsjahr 2008: 1. Oktober 2007 bis 30. September 2008 Geschäftsjahr 2007: 1. Oktober 2006 bis 30. September 2007 - = Mitarbeiter inklusive Auszubildende zu den Stichtagen 30. September 2008 und 31. Oktober 2007 |             |                                    |                  |             |                                    |                  |

## Geschäftsfelder
Die Geschäftsfelder des Arcandor-Konzerns waren stationärer Einzelhandel in Deutschland, Versandhandel und Touristik:
Stationärer Einzelhandel in Deutschland
- Warenhäuser: Durch die Übernahme von Karstadt durch die Berggruen Holding zum 1. Oktober 2010 ist Karstadt somit nicht mehr Teil der Arcandor-Gruppe.
  - Spezial: 5 × WOM (World of Music), 115 × Quelle Technik Center, 3 × Küchen Megastore, 8 × Elégance, 15 × Peter Hahn

Versandhandel
- Primondo mit:
  - Universalversender:
    - Quelle GmbH Beschluss der Liquidierung am 19. Oktober 2009
    - Vollständige Übernahme von Neckermann durch Sun Capital am 8. Oktober 2010. Somit ist Neckermann nicht mehr Teil der Arcandor-Gruppe.

  - Spezialversand: unterteilt in die Bereiche
  - Vollständige Übernahme vom Karstadt Quelle Mitarbeiter Trust e. V. im November 2010
    - Community Hess Natur
    - Premium Bogner Homeshopping
    - Golden Ager (Atelier Goldner Schnitt, Peter Hahn, Madeleine Mode, Emilia Lay und Afibel)

  - Neue Medien: HSE24, myby (bis Dezember 2009)[5]

Touristik
- Thomas Cook Group: Im Rahmen der Insolvenz von Arcandor wurden die 2009 noch von Arcandor gehaltenen Thomas-Cook-Aktien von den Gläubigerbanken, denen diese Aktien gegen Kredite verpfändet waren, im September 2009 an der Londoner Börse veräußert.

Somit ist Thomas Cook seit September 2009 nicht mehr Teil des Arcandor-Konzerns.

## Geschichte

### Gründung der KarstadtQuelle AG (Januar 1999 bis September 1999)

Logo der ehemaligen KarstadtQuelle AG

Die KarstadtQuelle AG entstand 1999 durch die Fusion des Warenhauskonzerns „Karstadt AG“ mit dem Versandhaus „Quelle Schickedanz AG & Co.“ Die Fusion wurde im September 1999 rückwirkend zum 1. Januar 1999 nach einem Vergleich mit einigen Aktionären der Karstadt AG wirksam. Es entstand ein neuer Konzern mit 116.000 Mitarbeitern und 32 Milliarden DM Jahresumsatz.

### Krise und Konsolidierung (Juli 2000 bis März 2007)
Im Juli 2000 legte der erste Vorstandschef Walter Deuss nach Kritik an seiner Arbeit sein Amt nieder. Nachfolger wurde Wolfgang Urban. Neckermann feierte im Jahr 2000 sein 50-jähriges Bestehen.
Im Januar 2001 kündigte Karstadt an, bis zu 7000 Stellen zu streichen. Der Konzern kaufte die Textilkette „SinnLeffers“. Im November 2001 wurde Christoph Achenbach Chef der Konzerntöchter „Quelle“ und „Neckermann“. Aus der „C & N Touristik AG“ wird die „Thomas Cook AG“, an der KarstadtQuelle gemeinsam mit der Lufthansa zu je 50 Prozent beteiligt ist. Die Touristik ist damit ein wichtiger Bestandteil des Konzerns geworden. Im Oktober erfolgte die Gründung der „KarstadtCoffee GmbH“, ein Joint-Venture mit Starbucks.
Zwischen 2002 und 2004 kam es zu Umsatzrückgängen und einem Einbruch beim Jahresüberschuss. Im Jahr 2002 feierte Quelle sein 75. Jubiläum und aus den Quelle Versicherungen werden die „KarstadtQuelle Versicherungen“. Im Jahr 2004 startete Quelle den landesweiten Versand in Russland.
Im Mai 2004 musste Vorstandschef Wolfgang Urban – dem wie seinem Vorgänger eine verfehlte Unternehmenspolitik vorgeworfen wurde – das Unternehmen verlassen (offiziell aus gesundheitlichen Gründen). Im Juni 2004 wurde Christoph Achenbach Konzernchef, Thomas Middelhoff wurde Aufsichtsratsvorsitzender.
KarstadtQuelle kämpfte mit den Problemen des gesamten Einzelhandels, aber auch hausgemachten Problemen. So hielt man entgegen dem Markttrend an dem umfangreichen Sortiment fest. Kritiker bemängeln, die Einrichtung sei nicht mehr zeitgerecht, das Programm nicht kundengerecht. Auch bei Quelle sei das Katalogkonzept überholt, die Marke müsse neu positioniert werden.
Im Oktober 2004 wurde bekannt, dass sich der KarstadtQuelle-Konzern in dramatischen finanziellen Schwierigkeiten befand. Nach mehreren verpassten Chancen zur Sanierung und Restrukturierung des Konzerns und auf Grund der anhaltenden Einzelhandelsflaute wurde angekündigt, 8500 Stellen abzubauen sowie 77 der 189 Warenhäuser (alle, die weniger als 8000 Quadratmeter Verkaufsfläche aufweisen) in Deutschland, einen Großteil der Beteiligungen des Konzerns (Facheinzelhandel, Anteile an der Thomas Cook AG und dem DSF) zu verkaufen, um das Unternehmen zu retten.
Im November 2004 wurde veröffentlicht, dass im dritten Quartal 2004 ein Verlust von 1,1 Milliarden Euro entstanden sei. Der Konzern vollzog daraufhin die Trennung von Starbucks. Der Gesamtverlust 2004 betrug 1,625 Milliarden Euro.
Nach Abschluss eines Solidarpaktes zwischen Arbeitnehmern, Management, Anteilseignern und Banken erfolgt die Umsetzung des Konzeptes zur Restrukturierung und Neuausrichtung des KarstadtQuelle-Konzerns. Diese Neuausrichtung sah die Konzentration auf das Kerngeschäft und die Trennung von Randaktivitäten vor. Die Trennung von Starbucks war eine der ersten großen Veräußerungen des Konzernportfolios. Die Anteile am DSF wurden im Januar 2005 an EM.TV abgegeben. Im August 2005 wurden 75 Karstadt-Filialen (Karstadt Kompakt GmbH & Co. KG), 51 SinnLeffers-Modehäuser sowie die Fachhandelskette Runners Point verkauft.
Für Quelle und Neckermann wurde die Neupositionierung auf neue Zielgruppen angestoßen. Die Anzahl der Kataloge pro Jahr wurde für beide Marken erhöht.
Seit März 2005 hält ein Aktionärspool um Madeleine Schickedanz über 50 Prozent der Aktien. Im Mai 2005 wurde Thomas Middelhoff nach Bitten von Quelle-Erbin und Großaktionärin Madeleine Schickedanz Vorstandschef. Zugleich verlor die AG in einem Musterprozess einen Vermögensstreit mit den Erben des Wertheim-Konzerns, die durch die Jewish Claims Conference vertreten waren. Die Aktie fiel um acht Prozent, da weitere Verluste in Höhe von 150 Millionen Euro im Rechtsstreit um das Grundstück Lenné-Dreieck am Potsdamer Platz möglich waren. Für 4,5 Milliarden Euro verkaufte KarstadtQuelle inzwischen 51 Prozent seines Immobilienbestandes an Goldman Sachs, mit dem die AG nun zusammen den Immobilienfonds Whitehall hält.
2006 wurden im Zuge der Konsolidierung des Konzerns wichtige Importdienstleistungen der zum Konzern gehörenden Marken Karstadt, Quelle, neckermann.de und weiterer Spezialversender an das Handelshaus Li & Fung aus Hongkong übertragen, anstatt der bisherigen in Deutschland ansässigen Importhäuser. Eine Einkaufspreisreduktion um zehn Prozent und ein Importvolumen von über zwei Milliarden Euro pro Jahr wird angestrebt. Künftig sollen durch Li & Fung bei Arcandor bis zu zwölf Kollektionen im Jahr möglich werden. Zudem werde sich nach Angaben von Arcandor das benötigte Betriebskapital für Arcandor um eine halbe Milliarde Euro verringern, da Li & Fung gegenüber den Lieferanten ein längeres Zahlungsziel besäße, als es Arcandor oder die frühere KarstadtQuelle AG bisher hatte. Die bisherige Einkaufstochterfirma KarstadtQuelle International Services AG (KQIS, St. Gallen) wurde mitsamt 1100 Mitarbeitern für 60 Millionen Euro an die Li & Fung Ltd. verkauft. Li & Fung übernimmt insbesondere die Musterung und Qualitätssicherung der lohngefertigten Ware vor Ort und wickelt künftig den Zahlungsverkehr des weltweiten Importgeschäftes von Arcandor ab. Die Entwürfe für die Eigenmarkenkollektionen sollen jedoch durch den Aufbau eigener Designcenter in London und Asien in der Hand von Arcandor bleiben, ebenso die Konditionenverhandlungen mit den einzelnen Lieferanten.
Im Mai 2006 kündigte das Unternehmen an, für die Konzern-Holding einen neuen Namen zu suchen, da die große Bedeutung der Touristiksparte nicht im alten Namen berücksichtigt ist und der internationaler klingen soll. Nach den Schwierigkeiten der vergangenen Jahre und einer Umbruchphase befand sich der Konzern zur Jahresmitte 2006 erstmals wieder in der Gewinnzone. Im Herbst 2006 feierte das Unternehmen sein 125. Jubiläum.
Ende November 2006 wurde bekannt, dass sich KarstadtQuelle von seinem Versandhaus neckermann.de trennen will.
2007 schuf das Unternehmen das weltweit drittgrößte Touristikunternehmen, indem es seine Tochterfirma Thomas Cook mit der britischen MyTravel plc fusionierte.
Ende März 2007 gab KarstadtQuelle in einer Pressemitteilung bekannt, dass nach einem Verlust von 316 Millionen Euro im Jahr 2005 im Jahr 2006 ein Gewinn von 346 Millionen Euro erwirtschaftet wurde und somit erstmals seit der Krise wieder schwarze Zahlen geschrieben wurden.

### Die Ära Arcandor (ab März 2007)
Am 29. März 2007 kündigte das Unternehmen an, dass die Holding des KarstadtQuelle-Konzerns künftig unter dem Namen Arcandor firmieren werde. Die Umbenennung kündigte der Vorstandsvorsitzende Middelhoff auf der Bilanzpressekonferenz des Unternehmens in Düsseldorf an.
Die endgültige Bestätigung des neuen Namens der Holding fiel auf der Hauptversammlung des Unternehmens am 10. Mai 2007. Zudem kündigte Konzernchef Middelhoff an, dass er KarstadtQuelle Ende 2008 nach erfolgreicher Sanierung des Unternehmens verlassen werde. Am 23. April 2008 verlängerte er jedoch seinen Vertrag bis mindestens Jahresende 2009. Der neue Name Arcandor gilt seitdem jedoch nur für die Konzern-Holding. Die Traditionsnamen Karstadt für die Warenhäuser, Quelle für den Versandhandel und Thomas Cook für das Reisegeschäft sollten erhalten bleiben.
Das Kunstwort Arcandor gilt – so Manfred Gotta – als Beispiel für einen besonders missglückten Versuch, einen neuen Firmennamen einzuführen. Arcandor wird nämlich vor allem mit der Würgeschlange Anakonda assoziiert. Nach dem Willen der Namensschöpfer sollte es allerdings an Arkaden und D'or (Gold) erinnern.
Im Mai 2007 wurde der Fernsehsender HSE24 gekauft. Der Handels- und Touristikkonzern zahlt dafür rund 200 Millionen Euro. Die Vereinbarung wurde mit dem Eigentümer des Senders, InterActiveCorp abgeschlossen.

### Krise ab 2008
Erneut in negative Schlagzeilen geriet der Arcandor-Konzern im September 2008: Mitten in den Vorbereitungen (Einkauf/Lageraufbau) für das Weihnachtsgeschäft kündigte der Kreditversicherer Euler Hermes an, die Ausfallgarantien für Warensendungen an Arcandor-Töchter wie Karstadt, Quelle und Peter Hahn zu beschränken. Ursächlich seien Medienberichten zufolge gestiegene Risiken auf Grund der Gespräche über eine Umfinanzierung des Handelskonzerns, dessen Nettoverschuldung sich zu diesem Zeitpunkt auf rund 1,5 Milliarden Euro belief. Kurze Zeit später konnte sich Arcandor mit den Banken über eine Refinanzierung seiner Kredite einigen. Die vorübergehende Deckelung der Ausfallgarantien wurde daraufhin wieder aufgehoben.
Ende September 2008 führte Arcandor eine Kapitalerhöhung von zehn Prozent des Grundkapitals durch, die vollständig von der Privatbank Sal. Oppenheim gezeichnet wurde. Zusätzlich übernahm Sal. Oppenheim von der bisherigen Arcandor-Großaktionärin Madeleine Schickedanz ein Anteilspaket in Höhe von 19,5 %. Infolge beider Maßnahmen stieg die Beteiligung der Privatbank an dem Handelskonzern auf rund 29,5 %. Schickedanz hielt vor der Kapitalerhöhung noch eine Beteiligung in Höhe von 53,3 %.
Am 3. November 2008 hat die Privatbank Sal. Oppenheim der Arcandor AG bis zum 3. April 2009 einen Kredit über 20 Millionen Euro gegeben.
Am 2. Dezember 2008 wurde bekannt, dass Middelhoff im Frühjahr 2009 den Vorstandsvorsitz an Karl-Gerhard Eick abgeben wird, bisher Finanzvorstand der Deutschen Telekom. Middelhoff erhielt nach Recherchen der Redaktion der Sendung Hart aber fair (Das Erste, 25. März 2009) eine Abfindung in Höhe von 2,3 Mio. Euro zu einem Zeitpunkt, an dem der Aktienkurs auf einem historischen Tiefpunkt angekommen war.
Nach Übernahme des Vorstandsvorsitzes durch Karl-Gerhard Eick Mitte Februar 2009 sprach dieser von einer Krise bei Arcandor und schlug einen Sanierungsplan vor. Arcandor habe Schulden von über 2,6 Milliarden Euro, von denen im Juni 2009 alleine 650 Millionen Euro fällig werden. Arcandor müsse Mietzahlungen von etwa 350 Millionen Euro jährlich zahlen.
Die monatlichen Mietzahlungen betragen zirka 23 Millionen Euro, die an ein Konsortium aus der Investmentbank Goldman Sachs, der Deutschen Bank, der Immobiliensparte des italienischen Reifenherstellers Pirelli und der Generali-Versicherung gehen. Fünf, später vier Häuser gehören dem Oppenheim-Esch-Fonds des Sal.-Oppenheim-Fondsmanagers Josef Esch, in den Thomas Middelhoff, Madeleine Schickedanz und weitere Millionäre investiert haben. Eigentümer von 86 Häusern ist seit dem 27. März 2006 die eigens dafür gegründete Immobiliengesellschaft Highstreet, die vom Deutschland-Geschäftsführer von Goldman Sachs Alexander Dibelius zu 51 % mittels der Goldman Sachs-Immobiliengesellschaft Whitehall erworben wurde. 49 Prozent verblieben vorübergehend bei Arcandor. Am 19. März 2008 wurde dieser Anteil ebenfalls an die Highstreet-Holding übertragen, an der seitdem die Deutsche Bank, Pirelli RE und die Borletti-Gruppe als Konsorten beteiligt sind. Die Laufzeit der Mietverträge beläuft sich auf 15 Jahre.
Nach Planungen von Eick sollen die Luxus-Kaufhäuser KaDeWe in Berlin, Alsterhaus in Hamburg und Oberpollinger in München verkauft werden. Dabei werden auch staatliche Bürgschaften des Bundes (über die KfW Bankengruppe) und des Landes Nordrhein-Westfalen nicht mehr ausgeschlossen.
Arcandor hat seinen Großaktionär, die Privatbank Sal. Oppenheim, die 28,6 % an Arcandor hält, offenbar überzeugt, kurzfristig eine Kapitalerhöhung um mindestens 100 Millionen Euro durchzuführen.
Am 24. Mai 2009 wandte sich Stefan Herzberg, Vorsitzender der Karstadt-Geschäftsführung, in der Bild-Zeitung öffentlich an die Politik. Er machte deutlich, dass auch eine Fusion mit Kaufhof eine drohende Insolvenz nicht abwenden könnte, sofern der Mutterkonzern Arcandor nicht in den nächsten Wochen die beantragten Bürgschaften und Kredite in Höhe von 850 Millionen Euro erhielte. Sollte die Bürgschaft dem Konzern vorenthalten bleiben, gehe der Arcandor-Konzern in die Insolvenz. Etwa 6000 Beschäftigte von Karstadt protestierten am 27. Mai 2009 in Berlin für eine 650 Millionen Euro Bürgschaft und 200 Millionen Euro staatliche Kredite der KfW-Bank. Wenige Tage später sprach sich auch der SPD-Parteivorsitzende Franz Müntefering für eine Bürgschaft aus. Am 4. Juni 2009 beantragte Arcandor eine Rettungsbeihilfe bei der Europäischen Union, einen Tag später einen Antrag auf Staatshilfen in Höhe von 437 Millionen Euro bei der deutschen Bundesregierung, um die voraussichtliche Insolvenz am 12. Juni abzuwenden. Zuvor hatte die EU-Kommissarin für Wettbewerb, Neelie Kroes, Bedenken bezüglich der beantragten Staatsbürgschaften in Höhe von 650 Millionen Euro geäußert, da der Konzern bereits vor der Finanzkrise in Schwierigkeiten geraten war. Der SPD-Kanzlerkandidat Frank-Walter Steinmeier hatte daraufhin eine Millionenbürgschaft in Aussicht gestellt, unter der Bedingung, dass der Karstadt-Mutterkonzern eine Fusion mit dem Konkurrenten Metro eingehe.

### Insolvenz Juni 2009
Am 9. Juni 2009 beantragte die Arcandor AG beim Amtsgericht Essen die Eröffnung des Insolvenzverfahrens sowohl für die Muttergesellschaft als auch für die Tochtergesellschaften Karstadt, Primondo und Quelle. Nicht betroffen von der Insolvenz sind der Reiseanbieter Thomas Cook, die KarstadtQuelle Bank sowie die Spezialversender von Primondo und HSE24. Konkurrent Metro zeigte weiterhin Interesse am Arcandor-Konzern (u. a. an der Übernahme von 60 der 90 Karstadt-Standorten) und gab bekannt, Gespräche mit „allen Beteiligten an dem Insolvenzverfahren führen“ zu wollen, darunter auch die Eigentümer der Karstadt-Filialen. Doch auch die Sanierung kam ins Stocken, da aufgrund fehlender Unterstützung der Großaktionäre der zuständige Insolvenzverwalter und Sanierungsexperte Horst Piepenburg abgesprungen war.
Am 12. Juni 2009 eröffnete die Staatsanwaltschaft Essen Ermittlungen wegen Untreue gegen Thomas Middelhoff, den ehemaligen Vorstandsvorsitzenden der Arcandor AG, im Zusammenhang mit den Immobiliengeschäften des Konzerns. Middelhoff wurde 2014 wegen Untreue und Steuerhinterziehung zu 3 Jahren Haft verurteilt, die er ab 2016 absaß.
Der Sanierer und Generalbevollmächtigte Horst Piepenburg legte nach Streitigkeiten mit dem Arcandor-Großaktionär Sal. Oppenheim bereits am 16. Juli 2009 sein Mandat wieder nieder. Nachdem kein Großinvestor gefunden worden war, sollten die einzelnen Konzernsparten ab 15. August 2009 einzeln, aber jeweils möglichst als Ganzes verkauft werden. Während die Anteile an der Thomas Cook Group problemlos veräußert werden konnten, stieß insbesondere der Verkauf der Quelle GmbH auf erhebliche Probleme; das Unternehmen wurde letztlich zerschlagen und die einzelnen Quelle-Töchter einzeln verkauft. Im Fall der Karstadt AG stimmten am 12. April 2010 die Gläubiger einem Insolvenzplan zu, der den Verkauf der Karstadt-Warenhäuser als Ganzes und einen weitreichenden Forderungsverzicht der Gläubiger vorsieht. Als das Insolvenzgeld Ende August 2009 auslief, mussten die Arcandor-Töchter die Gehälter ab 1. September 2009 wieder selber aufbringen. Die Namensrechte an Quelle wurden Ende 2009 an die Otto Group verkauft. Es gab mehrere Interessenten für Karstadt, das 2010 an Nicolas Berggruen verkauft wurde, der das Unternehmen 2014 an die Signa Holding weiter veräußerte. Karstadt wurde Ende November 2018 mit dem Konkurrenten Kaufhof fusioniert.
Die Betriebsrenten von über hunderttausend Beschäftigten und Rentnern waren über den Pensionsfonds Karstadt Quelle Mitarbeitertrust e. V. (KQMT) gesichert. Die Rentenansprüche von über 2 Mrd. Euro waren vor der Insolvenz gesichert. Der Karstadt Quelle Mitarbeitertrust war bis Oktober 2012 auch Eigentümer der Valovis Bank AG, der ehemaligen Karstadt Hypothekenbank AG. Die Valovis Bank wurde zerschlagen. Einen Großteil des Privatkundengeschäfts übernahm 2014 die Targobank.
Der Logistik-Zweig des Unternehmens, „KarstadtQuelle Beschaffungslogistik“, wurde unter dem Namen „Corporate Service (Germany) GmbH“ (CSG) weiter geführt. Die Firma bietet Servicedienstleistung für den internationalen Einkauf an, insbesondere Supply-Chain-Lösungen. Die beiden Geschäftsführer der CSG waren bis 2014 Marc Baeuerle und Stefan Graetz, der Hauptsitz befindet sich in Düsseldorf.

## Kritik
Am 23. März 2009 veröffentlichte die Zeitschrift Manager Magazin eine Studie, die der Deutsche Führungskräfteverband durchgeführt hat. 1000 Fach- und Führungskräfte waren aufgefordert, die bekanntesten Arbeitgeber Deutschlands zu bewerten. Arcandor war dieser Studie zufolge der unfairste Arbeitgeber in Deutschland.

## Vorstandsvorsitzende der KarstadtQuelle bzw. Arcandor AG
- Walter Deuss (1972 bis 2000) (vor 1999 Karstadt AG)
- Wolfgang Urban (2000 bis 2004), ehemals Manager bei Metro
- Christoph Achenbach (bis April 2005)
- Harald Pinger (interimistisch, April 2005 bis 12. Mai 2005)
- Thomas Middelhoff (12. Mai 2005 bis 28. Februar 2009)
- Karl-Gerhard Eick (1. März 2009 bis 1. September 2009)
- Dr. Serge Reitze und Heinz Schlier (als Notvorstände ab 2018)[48]

## Anteilseigner
- 4,52 % – Julius Bär Holding AG
- 24,55 % – Madeleine Schickedanz
- 2,63 % – SGG S.A
- 68,30 % – Streubesitz[49]

Anfang Oktober 2009 verkaufte die Privatbank Sal. Oppenheim Anteile in drei Schritten und verringerte so ihre Beteiligung von 24,9 auf 9,69 Prozent. Der Anteil von Madeleine Schickedanz betrug danach noch 21,5 Prozent.